# Havaika arnedoi
Havaika arnedoi is een spinnensoort uit de familie springspinnen (Salticidae). De soort komt voor in Hawaï.